# Пряхін Сергій Васильович
Сергій Васильович Пряхін (рос. Сергей Васильевич Пряхин; нар. 7 грудня 1963, Москва, СРСР) — радянський та російський хокеїст, нападник. Майстер спорту СРСР міжнародного класу.

## Біографія

### Кар'єра гравця
У 1973 році став займатися хокеєм в команді «Торпедо» (Москва), в 1975 перейшов в хокейну школу «Крила Рад».
У 1979 після закінчення СДЮШОР «Крила Рад» був зарахований до складу команди майстрів «Крила Рад», де грав по 1989 включно. З 1984 по 1989 — капітан команди. У чемпіонатах СРСР — 323 матчі, 92 шайби.
У 1981 став чемпіоном Європи серед юніорів, в 1983 — чемпіоном світу серед молодіжних команд.
У 1988 в дванадцятому раунді Драфта НХЛ під 252 номером був обраний Калгарі Флеймс. У тому ж році став найкращим бомбардиром за системою гол+пас на Кубок Шпенглера 1988.
У 1989 став першим радянським гравцем, якому офіційно керівництво Держкомспорту СРСР дозволив виступати в НХЛ. У Північній Америці до цього поставилися з подивом. Газета «Нью-Йорк Таймс» у квітні 1989 писала: "March 29. NHL Team Signs First Soviet Player, And He's a Surprise ".
Кліфф Флетчер, президент і генеральний менеджер «Калгарі Флеймс», команди яка вибрала Пряхіна на драфті говорив у той час: «Сергій — першопроходець. Вони посилають його сюди на перевірку, подивитися як піде процес. Чесно кажучи, я думаю, що його присутність тут збільшує шанси Девілс отримати Фетісова на наступний сезон». За контрактом Пряхіну виплачувалося $ 125 тис. за рік. Також за контрактом передбачались $ 150 тис. преміальних, які однак могли бути виплачені тільки Хокейній Федерації СРСР. Пізніше Пряхін уточнював, що всіх цих грошей він практично не отримував.
Пряхін потрапив в команду за 2 гри до кінця регулярного чемпіонату. Він дебютував 30 березня 1989 в матчі проти «Вінніпега», виграного 4:1, і провів на майданчику 14 хвилин. Вболівальники зустріли появи Пряхіна на льоду оплесками.
У плей-оф разом з командою дійшов до фіналу, де завоював Кубок Стенлі в матчах проти «Монреаль Канадієнс‎». Пряхін в тих матчах не брав участь і тому його імені немає на Кубку, однак керівництво «Калгарі» включило його до командної фотографії. Крім того, Сергій усе ж отримав перстень чемпіона.
У «Калгарі Флеймс» грав до кінця сезону 1990/1991. У чемпіонатах НХЛ провів 46 матчів, закинув 3 шайби, в турнірах Кубка Стенлі — 1 матч. Разом з Пряхіним весь цей час грав екс-армієць Сергій Макаров, проте в одній ланці вони так і не грали. Пряхін найчастіше грав у 4-ій ланці.
У квітні 1990, несподівано для Сергія, його викликали до Швейцарії в розташування збірної СРСР на чемпіонат світу. У складі збірної на турнірі провів 3 матчі.
У 1991 переїжджає до Швейцарії, де провів 3 сезони в клубі ЦСК Лайонс. У перший сезон разом з ним грав Володимир Крутов. Після закінчення сезону з Пряхіним і Крутовим продовжувати контракт не стали. Пряхін два місяці 1992 року грав в МХЛ за «Крила Рад» (20 ігор, 4 голи), після чого його викликали назад у Цюрих. У 1994 отримав травму меніска, що змусило керівництво розлучитися з гравцем.
Через деякий час на Пряхіна вийшов фінський клуб «Еспоо Блюз», де Сергій провів сезони з 1994 по 1998 роки. У сезоні 1998—1999 виступав за клуб «Одзі Сейсі» (Японія). У 2000, після сезону за «Крила Рад», закінчив кар'єру гравця.

### Кар'єра тренера
З 2003 по травень 2005 року працював тренером команди «Крила Рад-2», в 2005—2007 — тренер «Крил Рад», в 2007—2008 — працював у СДЮШОР «Крила Рад». З липня 2008 — тренер команди «Крила Рад-2».
Одночасно з тренерською роботою займається журналістикою. Входить до складу редакції газети «Советский спорт».

## Сім'я
Одружений, дружина Лариса, син Ігор.